# Dictyonota fuliginosa
Dictyonota fuliginosa ist eine Wanze aus der Familie der Netzwanzen (Tingidae).

## Merkmale
Die Wanzen werden 3,9 bis 5,0 Millimeter lang. Die Arten der Gattung Dictyonota besitzen wie auch Kalama tricornis zwei Reihen von Zellen im Netz am Seitenrand der Hemielytren und gleichmäßig dicke Fühler, wobei das dritte Segment gleich dick, oder dicker als das vierte ist. Bei Dictyonota fuliginosa sind die Fühler überwiegend braun gefärbt.

## Verbreitung und Lebensraum
Die Art ist im Wesentlichen in Westeuropa verbreitet. Sie kommt von den Britischen Inseln und dem Süden Skandinaviens über West- und Mitteleuropa bis nach Spanien und im Osten bis nach Tschechien vor. In Deutschland ist sie vor allem in der nördlichen Hälfte, etwa bis zur Mainlinie und im Südwesten häufiger, im Südosten ist sie selten und fehlt mancherorts. In Österreich und in den übrigen Alpen fehlt sie. Sie wurde durch den Menschen in Nordamerika eingeschleppt. In Großbritannien ist sie lokal im Süden und Osten Englands verbreitet.

## Lebensweise
Die Tiere leben an verschiedenen Hülsenfrüchtlern (Fabaceae), in Deutschland vor allem an größeren Büschen von Besenginster (Cytisus scoparius). Die Eier überwintern. Aus ihnen schlüpfen im April und Mai die Nymphen, die sich bis Juni oder Juli zu den adulten Tieren der neuen Generation häuten. Die Weibchen stechen ihre Eier im Juli und August an den jungen Trieben ihrer Nahrungspflanzen ein. Man kann die Imagines danach über einige Zeit in der Bodenstreu unter den Pflanzen finden.

## Belege